# Гари, Ромен
Роме́н Гари́ (фр. Romain Gary, при рождении Рома́н Ле́йбович Ка́цев — пол. Roman Kacew; 1914—1980) — французский писатель еврейского происхождения, литературный мистификатор, кинорежиссёр, военный, дипломат.
Дважды лауреат Гонкуровской премии (1956 — под именем Ромена Гари и 1975 — под именем Эмиля Ажара).

## Биография
Роман Кацев родился 8 (21) мая 1914 года в Вильне, на территории Российской империи (ныне Вильнюс, Литва), в доме номер 6а по Сиротской улице (ныне улица Субачаус). Мать будущего писателя — еврейская провинциальная актриса Мина Иоселевна Овчинская из Свенцян (пол. Mina Owczyńska, в первом браке — Брегштейн, 1879—1941; выведена под именем Нина Борисовская в романе «Обещание на рассвете»); отец — коммерсант из Трок А́рье-Лейб (по-русски Лейб Фа́йвушевич) Ка́цев (пол. Arieh-Leib Kacew, 1883—1942). Дом, в котором родился будущий писатель, принадлежал его деду, Фа́йвушу-До́виду Мо́телевичу (Мо́рдуховичу) Ка́цеву (1851—?) и его жене Ри́вке-Зла́те Борух-Фишелевне Трабу́н (1858—?). Лейб Кацев и Мина Брегштейн (во втором браке — Кацева) поженились там же, в Вильне, 28 августа 1912 года, — за два года до рождения сына.
Роман вместе с матерью и няней Анелей Войцехович с 1915 по 1921 год жил в Москве.
В 1925 году родители расстались (развод был оформлен 17 октября 1929 года), и Мина Овчинская вместе с сыном вернулась к родителям (Иослу и Гитл Овчинским) в местечко Свенцяны, которое тогда входило в состав Польши, а в следующем году перебралась к старшему брату — адвокату Абраму-Боруху Овчинскому — в Варшаву. В Варшаве Роман Кацев на протяжении двух лет учился в школе Михала Кречмара (Michał Kreczmar, ul. Wylcza).
В 1928 году мать с сыном переехали во Францию, в Ниццу, куда ранее перебрался другой её брат. Во Франции, в силу внешнего сходства, возникла легенда, будто его настоящим отцом является Иван Мозжухин, звезда российского немого кино. Роман изучал право в Экс-ан-Провансе и в Париже. В марте 1939 года он, в числе 290 кадетов, окончил летную школу, оказавшись, однако, одним из двух, не получивших офицерское звание. Причинами тому, как он считал, были его иностранное происхождение и национальность.
Когда в сентябре 1939 года разразилась Вторая мировая война, он был мобилизован. После разгрома Франции и прихода к власти в июне 1940 года правительства Петена, он через Алжир перебрался в Великобританию и вступил в военно-воздушные силы армии «Свободной Франции», которая формировалась де Голлем. Воевал сначала в Африке, а в 1943 году был переведен в эскадрилью бомбардировочной авиации «Лотарингия», которая базировалась в Великобритании. В это же время он сменил имя на «Ромен Гари», под которым и стал известен. Своему другу, критику Франсуа Бонди, он позднее сказал: «По-русски гори — это повелительное наклонение глагола гореть; от этого приказа я никогда не уклонялся ни в творчестве, ни в жизни». Войну он закончил в чине капитана, за воинские заслуги был сделан командором ордена Почетного легиона, кавалером орденов Освобождения и Военного креста.
Благодаря своим военным заслугам Гари был принят на французскую дипломатическую службу, которая продолжалась до 1961 года. Занимал должности в Болгарии (1946—1947), Париже (1948–1949), Швейцарии (1950—1951), затем в Постоянном представительстве Франции при Организации Объединенных Наций (Нью-Йорк, 1951—1954), и, наконец, был генеральным консулом Франции в Лос-Анджелесе (1956—1960).
Литературой Гари начал заниматься еще до войны, опубликовав несколько рассказов и написав роман, который был отвергнут издателями и при жизни автора опубликован не был. Второй его роман, «Европейское воспитание», опубликованный в 1945 году, был удостоен «Премии Критиков» и получил читательское признание. Вскоре он стал одним из самых популярных и плодовитых писателей Франции.
История отношений Гари с матерью описана в его автобиографическом романе «Обещание на рассвете». Мать Гари мечтала: «Мой сын станет французским посланником, кавалером ордена Почетного легиона, великим актёром драмы, Ибсеном, Габриеле Д’Аннунцио. Он будет одеваться по-лондонски!». Все эти мечты-заветы сбылись — Гари стал генеральным консулом Франции, командором (а не просто кавалером) ордена Почетного легиона. Он вращался в высшем свете, был элегантным денди и литературной знаменитостью, в 1956 году за роман «Корни неба» получил Гонкуровскую премию. Именно в день награждения Р. Гари получил письмо очевидца о том, как в 1942 году в Вильнюсском гетто умер его отец Арье-Лейб Кацев.
Р. Гари — единственный писатель, дважды получивший Гонкуровскую премию. По уставу эта премия может быть присуждена автору только один раз в жизни. Первый раз Гари  получил Гонкуровскую премию  году в 1956 за роман «Корни неба», второй — за роман «Вся жизнь впереди», опубликованный под именем Эмиля Ажара. Писатель выдал за неизвестного начинающего автора Эмиля Ажара своего двоюродного племянника, внука младшего брата матери Ильи Осиповича Овчинского. Некоторые проницательные читатели догадывались о тождестве Ромена Гари и Эмиля Ажара, но окончательно мистификация Гари была раскрыта в посмертной публикации его книги «Жизнь и смерть Эмиля Ажара». Номинировался (1971 год) на Нобелевскую премию по литературе.
Ромен Гари застрелился 2 декабря 1980 года, написав в предсмертной записке: «Можно объяснить всё нервной депрессией. Но в таком случае следует иметь в виду, что она длится с тех пор, как я стал взрослым человеком, и что именно она помогла мне достойно заниматься литературным ремеслом». Согласно завещанию, его прах был развеян над Средиземным морем.

## Личная жизнь
Ромен Гари был женат дважды: с 1944 по 1962 год — на британской писательнице Лесли Бланш, с 1962 по 1970 годы — на американской актрисе Джин Сиберг (сын — Александр Диего Гари, родился в 1962 году, писатель).

## Награды
- командор ордена Почётного легиона
- Орден Освобождения (20 ноября 1944 г.)
- Военный крест 1939—1945 (дважды)
- Колониальная медаль с накладками «Куфра», «Эритрея» (avec agrafe «Koufra», «Érythrée»)
- Медаль «За военное ранение»

## Память
- В 1999 году в Вильнюсе на доме по улице Басанавичяус, 18 (бывшая Большая Погулянка), в котором жил писатель с матерью, была открыта мемориальная доска с текстом на литовском и французском языках.
- 22 июня 2007 года в Вильнюсе на перекрёстке улиц Басанавичяус и Миндауго был открыт памятник работы литовского скульптора Ромаса Квинтаса. Бронзовая скульптура, созданная ещё в 2003, изображает автобиографического героя романа «Обещание на рассвете» — мальчика с галошей в руках. Памятник установлен по инициативе вильнюсского клуба Ромена Гари при поддержке железнодорожной компании «Летувос гележинкеляй» (лит. „Lietuvos geležinkeliai“) и Фонда литваков (лит. Litvakų fondas)[16][17].
- 18 июня 2021 года в Москве на доме № 6 в Климентовском переулке, где писатель жил в детстве с матерью, была открыта мемориальная доска с надписью «Ромен Гари французский писатель, военный летчик свободной Франции, дипломат, жил в этом доме с 1917 по 1921 год»[18][19].

## Переводчики на русский язык
- Бондаренко, Лариса А.
- Голышева Е.[20]
- Кузнецова, Ирина[20][21]
- Кустова, Ольга Викторовна
- Лунгина, Лилианна Зиновьевна
- Мавлевич, Наталия Самойловна[22]
- Нугатов, Валерий Викторович
- Орлов, Валерий Маратович[20]
- Погожева, Елена Юрьевна
- Цывьян, Леонид Михайлович
- Штофф, Евгений

## Экранизации
- Фильм «Корни неба» — экранизация одноимённого романа (1958).
- Фильм «Леди Л.» (1965) — экранизация одноимённой новеллы.
- Фильм «Птицы летят умирать в Перу» (1968).
- Фильм «Обещание на рассвете[англ.]» („La Promesse de l'Aube“) (1970) режиссёра Жюля Дассена — экранизация одноимённой книги Гари «Обещание на рассвете» с Мелиной Меркури в роли Нины Кацевой (матери Ромена Гари) и Жюлем Дассеном в роли Ивана Мозжухина.
- Фильм «Вся жизнь впереди» (1977) режиссёра Моше Мизрахи — экранизация одноимённого романа с Симоной Синьоре и Сами бен-Юб в главных ролях.
- Фильм «Свет женщины» (1979) по одноимённой новелле.
- Фильм «Белая собака» (1982) — экранизация одноимённого романа.
- Фильм «Обещание на рассвете» (2017) режиссёра Эрика Барбье с Шарлоттой Генсбур и Пьером Нине в главных ролях.
- Фильм «Вся жизнь впереди» (итал. La vita davanti a sé, 2020) — итальянский художественный фильм от Netflix, главную роль в котором сыграла Софи Лорен. Литературной основой сценария стал роман Ромена Гари «Вся жизнь впереди».